# Volter Kilpi

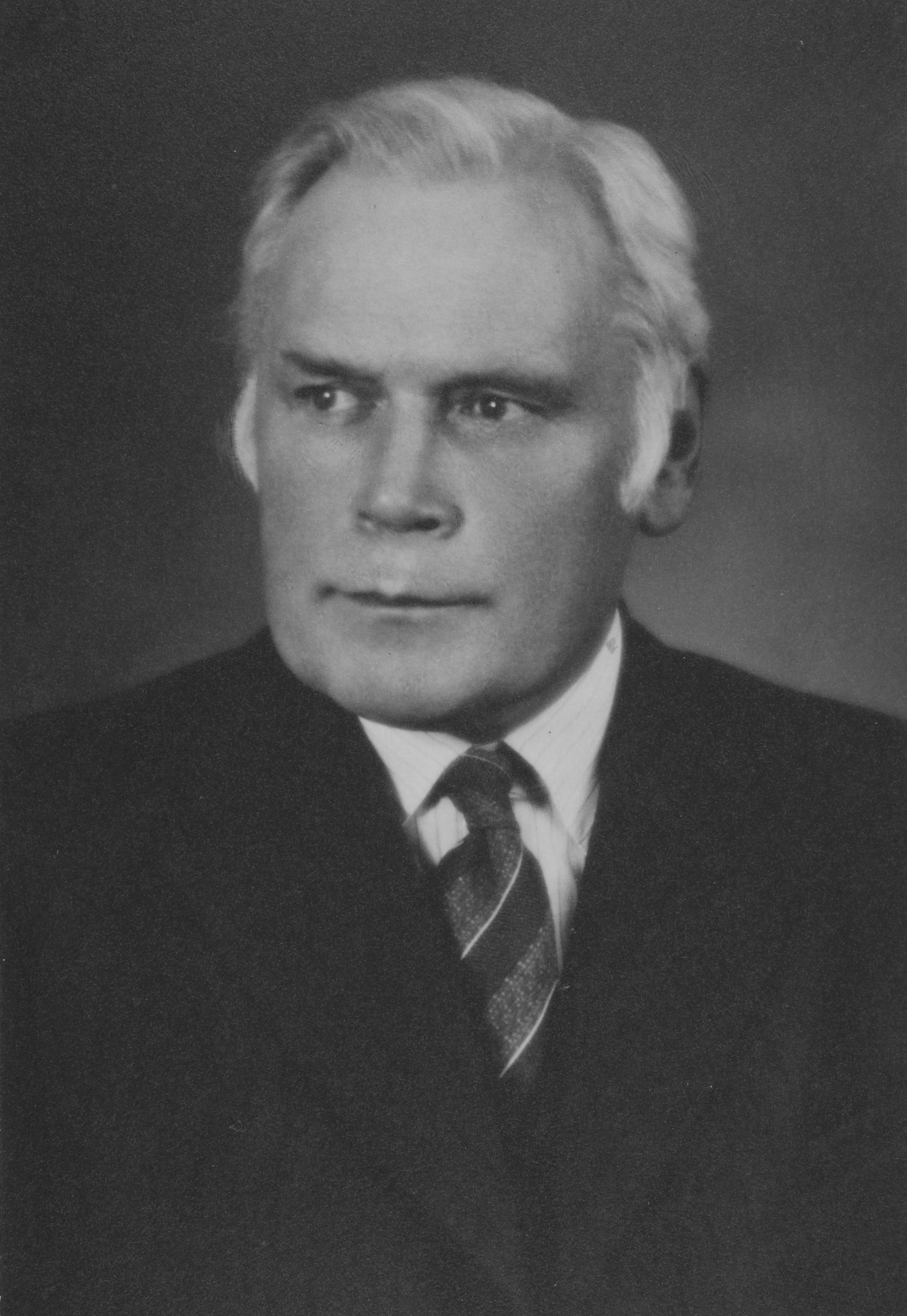
Volter Kilpi

Volter Kilpi, ursprungligen Ericsson, född 12 december 1874 i Gustavs nära Nystad, död 13 juni 1939 i Åbo, var en finländsk författare. 

## Biografi
Kilpi blev student 1895 och filosofie kandidat 1900. Från 1898 tjänstgjorde han vid Helsingfors universitetsbibliotek och var bibliotekarie vid studentbiblioteket. Han influerades av bland annat Nietzsche. Han debuterade 1900 med novellen Bathseba, Kuningas Davidin puheiluja itsensä kanssa (Konung Davids samtal med sig själf).
Kilpi studerade estetik och konsthistoria och arbetade därefter i hela sitt liv som universitetsbibliotekarie i Helsingfors och Åbo. Han har i en samling essäer behandlat frågor om "människan och livet" och översatte 1904 Goethes "Werther".
Kilpi var far till professor Riitta Pylkkänen.